# Erich Probst
Erich Probst (Vienna, 4 dicembre 1927 – 16 marzo 1988) è stato un calciatore austriaco, di ruolo attaccante.

## Carriera
Con la maglia del Rapid Vienna vinse per 4 volte il campionato austriaco (1951, 1952, 1954, 1956). Ai Mondiali del 1954 portò con 6 reti la sua Nazionale al terzo posto nella competizioni.

## Palmarès

### Di squadra
- Campionato austriaco: 4

1950-1951, 1951-1952, 1953-1954, 1955-1956
- Zentropa Cup:1

SK Rapid: 1951

### Individuale
- Capocannoniere della Zentropa Cup: 4 reti

1951 (4 gol)